# Elementos notables de un triángulo

Un triángulo escaleno (ΔABC) con el centro de gravedad (G), el centro del círculo inscrito (I), el centro del círculo circunscrito (O) y el ortocentro (H)

Los elementos notables de un triángulo son aquellos puntos, rectas o círculos definidos en relación con ese triángulo y que tengan propiedades geométricas notables.

## Puntos notables
- Centro de un círculo circunscrito o punto de intersección de las mediatrices (circuncentro)
- Centro del círculo inscrito o punto de intersección de las bisectrices (incentro)
- Ortocentro o punto de intersección de las alturas
- Centro de gravedad o punto común de las medianas, baricentro
- Puntos de Brocard
- Puntos de Feuerbach
- Punto de Fermat
- Punto de Miquel
- Punto de Gergonne
- Punto de Nagel
- Punto de Vecten
- Puntos isogonales
- Punto de Lemoine
- Puntos de Terquem
- Punto de Torricelli
- Punto Sánchez (buscarlo en GeoGebra Tube)
- Punto de Exeter

## Rectas notables
- Bisectriz
- Mediana
- Alturas
- Mediatriz
- Recta de Brocard
- Recta de Euler
- Recta de Lemoine
- Recta de Newton
- Recta de Simson (o recta de Wallace)
- Recta de Steiner
- Hipotenusa
- Ceviana
- Meneliana
- Simediana
- Axe orthique

Ejemplos de rectas notables
Recta de Euler
Recta de Simson (o recta de Wallace)
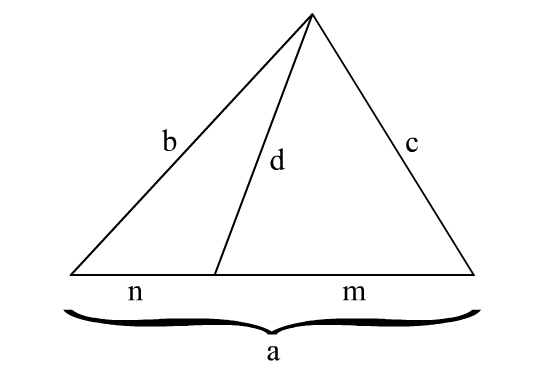
Ceviana
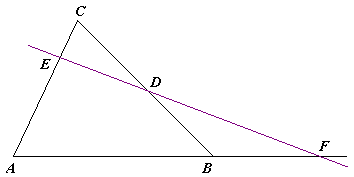
Meneliana

## Círculos notables
- Círculo circunscrito
- Círculo de Apolonio
- Círculo de Euler
- Círculos de Lemoine
- Círculo de Miquel
- Círculo de Taylor
- Círculo de Tücker
- Círculo exinscrito
- Círculo inscrito
- Círculo podaire
- Círculo de Brocard

Ejemplos de círculos notables
Círculo de Euler
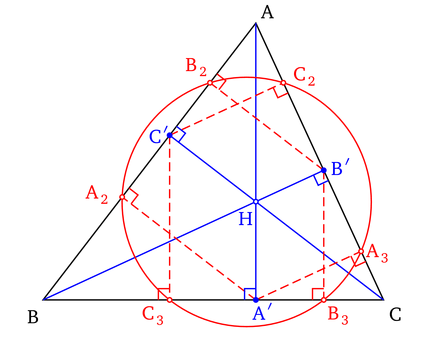
Círculo de Taylor
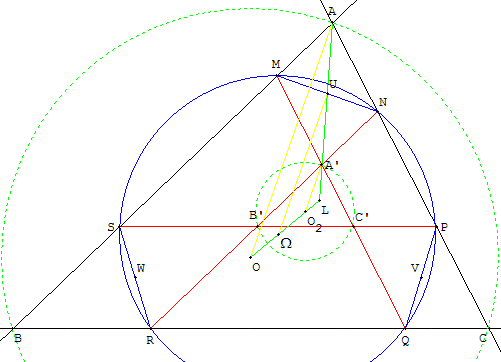
Círculo de Tücker
Círculo de Apolonio

## Triángulos notables
- Triángulo de Bevan
- Triángulo de Feuerbach
- Triángulo de Gergonne
- Triángulo de Morley
- Triángulo de Nagel
- Triángulo inscrito de perímetro mínimo (Problema de Fagnano)
- Triángulo mediano
- Triángulo órtico
- Triángulo podal
- Triángulo tangencial

## Curvas notables
- Deltoide de Steiner
- Parábola tritangente